# Кошманівська сільська рада
Кошманівська сільська рада — колишній орган місцевого самоврядування у Машівському районі Полтавської області з центром у c. Кошманівка.

## Населені пункти
Сільраді були підпорядковані населені пункти:
- c. Кошманівка
- с. Богданівка
- с. Миронівка